# El ritmo mundial
El ritmo mundial es el tercer álbum del grupo argentino Los Fabulosos Cadillacs grabado y editado en 1988. De este disco se extraen canciones como: "Revolution rock", el clásico "Vasos vacíos" con Celia Cruz, "Número 2 en tu lista", y "Te tiraré del altar". 

## Historia

### Nombre del disco
El disco fue llamado en realidad "El ritmo mundial. La revolución del rock" en la versión de Long Play, pero al ser pasado a versión CD quedó sólo como "El ritmo mundial". El nombre describe el disco en sí. Es un disco con todo tipo de ritmos y estilos musicales, pasando por el ya típico ska, a la salsa y rap.
Agrega Vicentico: “Fue un buen disco, que se anticipó a toda la onda que llamaron alterlatino. El título es claro: quisimos mezclar ritmos de todos lados. Creo que fue un disco adelantado a la época”.

### Críticas
Fue un disco muy aceptado por la prensa, Marcelo Fernández Bitar periodista de la revista Rock & Pop escribió esta crítica: 

“Aunque ‘Doble vida’ (N. De R.: el quinto disco de Soda Stereo) sea un hit a lo largo de toda Latinoamérica, y todavía falte la edición del segundo álbum de Los Pericos y del nuevo LP de Charly, es fácil suponer que éste será el disco argentino de mayor impacto nacional e internacional durante todo 1989.

Porque ‘El ritmo mundial’ es el álbum ideal para que Los Fabulosos Cadillacs continúen su impresionante ruta ascendente. Basta con ver que todos los elementos están de su lado: no repitieron las fórmulas de ‘El genio del dub’ ni de ‘Yo no me sentaría en tu mesa’, se jugaron enteros por buscar cosas nuevas, y mantuvieron vigente el espíritu que el público supo encontrar en aquel (terrible) disco debut y que luego se vio a pleno con ‘Yo te avisé!!’. Además, porque ‘El ritmo mundial’ encierra tantos hits que ningún tema de difusión puede dar una idea cierta del variado desfile de estilos que presenta el álbum.
Aquí va la lista: ‘Revolution rock’ (irresistiblemente contagioso, y con el hallazgo del gancho de la frase del ‘Llamá a tu viejo, llamá a tu vieja...’), ‘Conversación nocturna’ (con impresionante percusión, arreglo de vientos, y hasta el detalle de un poco de scratch), ‘Es tan lejos aquí’ (con coros y gritos a la Frankie Goes to Hollywood, y una letra muy certera), ‘Vasos vacíos’ (un dúo con Celia Cruz con todas las características de clásico y de ‘crossover’, apto para ingresar a mercados insospechados), y ‘Twist y gritos’ (versión latina, mezcla con ‘La bamba’, como hiciera Springsteen en River).
¿Cuántos temas nombré? ¿Cinco? Bien, me quedan en la manga el acústico ‘Nro. 2 en tu lista’, el pegadizo ‘Siempre me hablaste de ella’ (onda pop de los sesenta, o Housemartins de los ochenta) y ‘Tengo solamente dos maneras de estar cerca del cielo’ (tema especial para fans, para seguir los pasos del simple ‘Yo te avisé’).
¿Ahora? Ocho hits, y –lo que es más importante- en un marco absolutamente creíble. Porque ¿cuántos grupos pueden admitir en público que ‘Tengo solamente dos maneras de estar cerca del cielo: una es muriendo, la otra es cantando esta canción’, y encima sonar sinceros? Muy pocos.

Para muchos, Los Fabulosos Cadillacs siguen siendo ‘aquellos gorditos que tocan desafinados’. Eso fue hace mucho tiempo. Ahora son el grupo más popular de la nueva generación del rock en Argentina, y ‘El ritmo mundial’ se encargará de demostrárselo aún a aquellos que todavía no se dieron cuenta.”. (Marcelo Fernández Bitar, diciembre de 1988)

## Lista de canciones
| El Ritmo Mundial |                                                        |                                                 |          |  |
| N.º              | Título                                                 | Escritor(es)                                    | Duración |  |
| 1.               | «Es tan lejos aquí»                                    | Cianciarulo, Fernández Capello                  | 3:42     |  |
| 2.               | «Revolution Rock»                                      | Edwards, Ray                                    | 4:55     |  |
| 3.               | «Vasos vacíos» (Con Celia Cruz)                        | Fernández Capello                               | 4:37     |  |
| 4.               | «Siempre me hablaste de ella»                          | Cianciarulo                                     | 2:52     |  |
| 5.               | «Botella de humo»                                      | Rotman                                          | 2:26     |  |
| 6.               | «Conversación nocturna»                                | Rigozzi, Ricciardi, Fernández Capello, Siperman | 3:30     |  |
| 7.               | «Tengo solamente dos maneras de estar cerca del cielo» | Cianciarulo, Fernández Capello                  | 2:57     |  |
| 8.               | «Más solo que la noche anterior»                       | Cianciarulo, Fernández Capello                  | 3:58     |  |
| 9.               | «N° 2 en tu lista»                                     | Fernández Capello                               | 3:52     |  |
| 10.              | «Twist y gritos (Twist and Shout)»                     | Medley, Russell                                 | 2:30     |  |
| 11.              | «Te tirare del altar»                                  | Fernández Capello, Giugno                       | 2:11     |  |

## Integrantes
- Vicentico – Voz
- Flavio Cianciarulo – Bajo
- Aníbal Rigozzi – Guitarra
- Fernando Ricciardi – Batería
- Mario Siperman – Teclados
- Naco Goldfinger – Saxofón tenor
- Sergio Rotman – Saxofón alto
- Daniel Lozano - Trompeta y Fliscorno
- Luciano Giugno - Percusión